# Anökumene

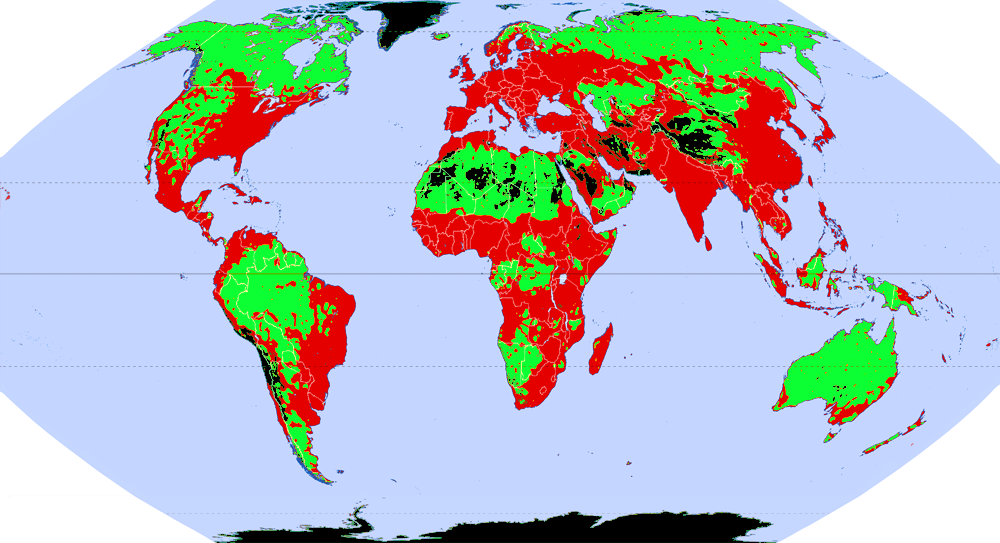
Anökumene
Subökumene
ÖkumeneJeweils Anfang des 21. Jahrhunderts

Als Anökumene werden die wegen extremer physisch-klimatischer Bedingungen nicht dauerhaft bewohnbaren Wildnisgebiete der Erdoberfläche bezeichnet. Das sind die vegetationsfreien Teile der Vollwüsten, die Polarregionen oder die Gipfelregionen der Hochgebirge. Dazu gehören etwas mehr als 10 Prozent der Landoberfläche der Erde.
Beispiele sind die Antarktis, die Salzwüsten der chilenischen Anden, die Kältewüsten im Norden Kanadas und Sibiriens und große Teile der Sahara und Tibets.
Der Begriff wird zusammen mit den Begriffen Subökumene und Periökumene in der Regel im Rahmen der Geowissenschaften – insbesondere in der Siedlungsgeographie – auf der globalen Maßstabsebene verwendet.